# مانشستر يونايتد
نادي مانشستر يونايتد لكرة القدم ويعرف رسمياً باسم  مانشستر يونايتد (بالإنجليزية: Manchester United F.C) هو نادي كرة قدم إنجليزي يعد من أعرق أندية العالم وأميزها وواحدًا من أنجح الفرق الإنجليزية والعالمية على مر التاريخ، يناديه مشجعوه ومحبيه بـمان يونايتد أو المانيو، ملعبه هو ملعب أولد ترافورد بمدينة مانشستر، إنجلترا. فاز بالعديد من الكؤوس في الكرة الإنجليزية وهذا يشمل الرقم القياسي لعدد ألقاب الدوري الإنجليزي وهو 20 لقبًا و13 لقبًا من كأس الاتحاد الإنجليزي و6 ألقاب من كأس رابطة الأندية الإنجليزية المحترفة وكذلك 21 لقبًا في منافسة درع المجتمع الإنجليزي. فاز النادي أيضًا بـ3 ألقاب من دوري أبطال أوروبا وفاز بالدوري الأوروبي، وكأس الكؤوس الأوروبية، وكأس السوبر الأوروبي، وكأس الإنتركونتيننتال وكأس العالم للأندية مرة واحدة في تاريخه. مالكه الحالي هو الأمريكي مالكوم غلازر.
تأسس مانشستر يونايتد في 1 مارس من عام 1878، وكان يسمى النادي آنذاك باسم نويتن هيث سكة حديد لانكشاير ويوركشاير وتم تأسيسه من قبل مجموعة من عمال سكة حديد في مانشستر وتم اختصار الاسم بعد ذلك إلى نيوتن هيث وإنضموا إلى الدوري الإنجليزي الممتاز في 1892 واجه النادي الإفلاس عام 1902 ولكن جون هنري ديفيز أنقذ النادي ودفع الديون وغير الاسم إلى مانشستر يونايتد وغير ألوان الفريق من الذهبي والأخضر إلى الأحمر والأبيض وفاز النادي بالدوري عام 1908 وبالمعونة المالية من ديفيز إنتقل النادي إلى الملعب الجديد ملعب أولد ترافورد في 1909 وعين اليونايتد السير مات بسبي كمدرب للفريق بعد الحرب العالمية الثانية وكانت سياسته التي تعتمد على لاعبين من نادي الشباب جلبت نجاحاً عظيماً للنادي وفاز الفريق بالدوري عامين 1956 و1957 لكن هذا النجاح تأثر بعد كارثة ميونخ الجوية عام 1958 ومات 8 من لاعبين الفريق لكن عندما تعافى السير بسبي من إصابته جراء حادثة ميونخ بنى فريقاً عظيماً آخر استطاع الفوز بالدوري عامين 1965 و1967 ومن ثم أصبح مانشستر يونايتد أول نادي إنجليزي يفوز كأس أوروبا 1967–68 بعدما فاز على نادي بنفيكا في النهائي، ولم يرى النادي نجاح عظيم مرة أخرى حتى التسعينيات عندما قاد السير أليكس فيرغسون الفريق إلى 8 بطولات دوري في إحدى عشرة سنة. وفي 1999 أصبح مانشستر يونايتد أول فريق يفوز بالدوري وكأس إنجلترا ودوري أبطال أوروبا في موسم واحد.
يعد النادي من أشهر وأفضل أندية العالم حيث لديه حوالي 660 مليون مشجع حول العالم وهو رقم مؤقت قابل للزيادة وهذا الرقم يجعل اليونايتد يمتلك ضعف شعبية ريال مدريد وبرشلونة. إنضم إلى بطولة الدوري الإنجليزي الممتاز عام 1891 وهي السنة التي تأسست وإنطلقت فيها هذه البطولة ولعب اليونايتد بدوري الدرجة الأولى بشكل متتالي منذ عام 1938 بإستثناء عام 1975 وقد كانت معدلات حضور الجمهور الأعلى بإنجلترا بإستثناء بضعة سنوات منذ أواخر التسعينات أصبح الفريق من أغنى أندية العالم حيث يحصل على أفضل عائد على مستوى جميع أندية كرة القدم، بالإضافة إلى أنه يعد أغلى نادي بجميع المستويات على كل اللعبات حول العالم بملبغ قدره 532 مليون جنيه إسترليني وفقاً لتصنيف 2012. مانشستر اليونايتد هو أحد الفرق المؤسسة لمجموعة الأندية الأوروبية الكبيرة والتي تعرف باسم جي-14. يعد المدرب الإسكتلندي أليكس فيرغسون من أنجح المدربين في تاريخ الفريق إذ تمكن من إحراز 38 بطولة خلال المدة التي مكثها في النادى حتى اعتزل التدريب في نهاية موسم 2012–13 وبعد أن إمتلك النادي الأمريكي الثري غلازر بنسبة 70% عام 2005 أصبح النادي من أثرى أندية العالم وهو من أكثر الأندية تسويقًا في العالم وتبلغ إيراداته 180 مليون يورو سنويًا.

## تاريخ النادي
تأسس نادي مانشستر يونايتد عام 1878 وكان يسمى النادي آنذاك باسم نويتن هيث سكة حديد لانكشاير ويوركشاير وتم تأسيسه من قبل إدارة العربات والناقلات لمحطة سكة حديد لانكشاير ويوركشاير (LYR) في حي نيوتن هيث. لعب النادي في البداية مباريات ضد إدارات وشركات خطوط أخرى، لكنهم لعبوا أول مباراة مسجلة في 2 نوفمبر 1880 لهم، لابسين الذهبي والأخضر وهما لونيّ الشركة، وقد واجهوا بولتون واندررز، وهُزموا بنتيجة 6–0. صار النادي عضو مؤسس في عام 1888 لكومبينايشن، وهو دوري كرة قدم. لكن بعد موسم واحد فقط، انتهى هذا الدوري، وانضم نيوتن هيث لتحالف كرة القدم، وهو دوري كرة القدم الجديد المؤَسّس، وجرى هذا الدوري لثلاث مواسم قبل أن يدمج مع دوري كرة القدم. لعب النادي في الدرجة الأولى، وبمرور الوقت استقل النادي عن الشركة وحذف (LYR) من اسمه ليصبح فقط نيوتن هيث. بعد موسمين، هبط النادي للدرجة الثانية.
في يناير 1902 ومع ديون قيمتها 2670 جنيهاً -تساوي 210,000 جنيه في 2013، جاء للنادي أمر بالتصفية. وجد الكابتن هاري ستافورد أربعة رجال أعمال، من ضمنهم جون هنري ديفيز (الذي أصبح رئيس النادي)، كل واحد منهم تطوع ليستثمر 500 جنيهاً للمصلحة المباشرة في الاهتمام بالنادي الذي بعد ذلك غير اسمه، حيث أن مانشستر يونايتد في 24 أبريل 1902 قد «وُلد» رسمياً. تحت إشراف المدرب إرنست مانغنال، الذي تولى مهمة التدريب في 1903، أكمل الفريق في دوري الدرجة الثانية في عام 1906 كوصيف، وبذلك تمكن للصعود إلى الدرجة الأولى حيث نجح في عام 1908 بالفوز بلقب الدوري الأول. بدأ النادي الموسم الذي تلاه بالفوز بأول لقب درع المجتمع الإنجليزي، وأكمله بالفوز بأول لقب كأس اتحاد إنجليزي. فاز مانشستر يونايتد بلقب الدوري للمرة الثانية في تاريخه في 1911، لكن في نهاية الموسم رحل المدرب وتولى مهمة تدريب مانشستر سيتي.
في 1922 أي بعد 3 سنوات من إعادة لعب كرة القدم في إنجلترا بعد الحرب العالمية الأولى، هبط النادي للدرجة الثانية، وبقي فيها حتى 1925 حيث صعد، لكنه هبط مرة أخرى في 1931، وبهذا أصبح مانشستر يونايتد «نادي يويو» أي يهبط ويصعد بين درجات الدوري كثيراً، وحقق ذلك كونه يحصل على المراكز المنخفضة العشرينية في الدرجة الثانية في 1934. بعد موت جون ديفيز في أكتوبر 1927، تدهورت الأمور المالية كثيراً للنادي لدرجة أن مانشستر يونايتد قد يُفلس لولا جايمس غيبسون، حيث سيطر وتحكم بالأمور بواسطة استثماره 2000 جنيهاً في في ديسمبر 1931. في موسم 1938–39، آخر سنة قبل قيام الحرب العالمية الثانية، أنهى الفريق موسمه في المركز الرابع عشر.

### سنوات بسبي (1945–1969)

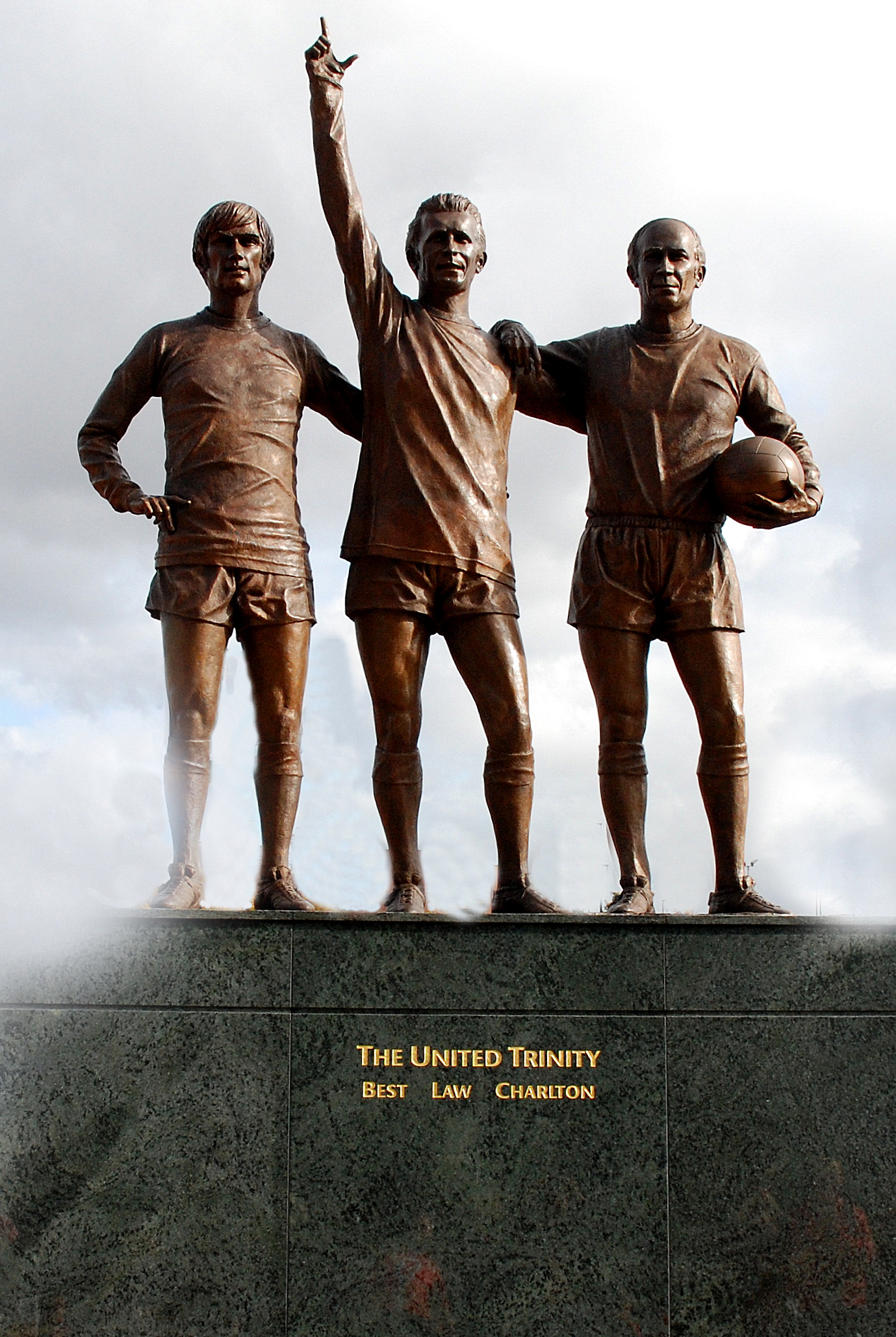
تمثال "الثلاثي المتحد" المكون من بوبي تشارلتون (يمين) ودينيس لو (وسط) وجورج بست (يسار) خارج ملعب أولد ترافورد

في أكتوبر 1945، العودة الوشيكة لكرة القدم أدت إلى تولي مات بسبي التدريب، الذي احتاج لمستوى جديد للسيطرة على الفريق وانتقالاته والمواسم التدريبية. قاد بسبي الفريق ليكون وصيفاً للدوري في عام 1947 و1948 و1949 وقاد الفريق للفوز بكأس الاتحاد الإنجليزي في عام 1948. في عام 1952 فاز النادي بدوري الدرجة الأولى منذ 41 سنة. وصفت وسائل الإعلام انتصارات الفريق المتتالية في 1956 «أطفال بسبي»، لإيمان بسبي بلاعبيه الشباب الذين يبلغ متوسط أعمارهم 22. صار مانشستر يونايتد في 1957 أول نادي ينافس في الكأس الأوروبية بالرغم من معارضة الدوري، التي قد رفضت فرصة تشيلسي في الموسم الماضي. خسر النادي في نصف النهائي أمام ريال مدريد، لكنه حقق رقماً قيايسياً في البطولة بأكبر انتصار في تاريخ النادي حيث فاز على البطل البلجيكي أندرلخت بنتيجة 10–0، وهو إلى الآن أكبر انتصار في تاريخ النادي.
في الموسم الذي بعده، عندما كانت طائرة تقل لاعبي مانشستر يونايتد وإدارييّ النادي والصحافيين، وكانوا راجعين إلى ديارهم بعد انتصار في الكأس الأوروبية على النجم الأحمر بلغراد في ربع النهائي، تحطمت الطائرة أثناء محاولتها للصعود بعد أن أُتم تعبئتها بالوقود في ميونخ في ألمانيا. هذه الكارثة الجوية التي حدثت في 6 فبراير 1958 كلفت حياة 23 شخص، منهم 8 لاعبين وهم: جيف بنت، روجير بيرن، إدي كولمان، دانكن إدواردز، مارك جونز، ديفيد بيغ، بيلي ويلان، تومي تايلور، وأُصاب العديد من الأشخاص الآخرين.
صار مساعد المدرب جيمي ميرفي مدرباً بدلاً من بسبي حتى يُشفى من إصاباته ووصل بالفريق المؤقت إلى نهائي كأس الاتحاد لكنهم خسروا أمام بولتون واندررز. دعا الاتحاد الأوروبي لكرة القدم مانشستر للمنافسة في بطولة كأس أوروبا 1958–59 إلى جانب بطل الدوري وولفرهامبتون واندررز تقديراً لمأساة النادي. وبالرغم من موافقة اتحاد كرة القدم، إلا أن الدوري رفض دخول النادي المنافسة في حال أن النادي لم يتأهل. أعاد بسبي بناء الفريق بالتعاقد مع لاعبين جدد مثل دينيس لو وبات كريرناد، اللذان لعبا إلى جانب الجيل التالي من اللاعبين الشباب -ومن ضمنهم جورج بست- وفازوا بكأس الاتحاد عام 1963. الموسم الذي بعده حلوا ثانياً في الدوري، وبعدها فازوا به في 1965 و1967. في 1968، صار نادي مانشستر يونايتد أول نادي إنجليزي (وثاني نادي بريطاني) يفوز بالكأس الأوروبية بعد أن فازوا على بنفيكا في النهائي بنتيجة 4–1. مع فريق يتضمن ثلاث لاعبين حصلوا على لقب اللاعب الأوروبي لهذه السنة: وهم جورج بست ودينيس لو وبوبي تشارلتون، أعاد مات بسبي التوقيع لتدريب النادي في عام 1969 واستُبدل بالمدرب واللاعب السابق لمانشستر ويلف ماكغوينس.

### 1969–1986
بعد أن أكمل النادي موسم 1969–70 بالمركز الثامن وبدأ بداية ضعيفة في الموسم الذي بعده، اقتنع بسبي بإعادة استئناف التدريب، ورجع ماكغوينس كمدرب مساعد. في 1971، وُضع فرانك أوفاريل كمدرب، لكنه بقي 18 شهر قبل أن يستبدل بطومي دوكيرتي في ديسمبر 1972. أنقذ دوكيرتي النادي من الهبوط في ذلك الموسم حتى رآه يهبط في 1974، وفي ذلك الوقت رحل الثلاثي لو وبيست وتشارلتون من النادي. نجح النادي الصعود مرة أخرى من أول محاولة، ووصلوا نهائي كأس الاتحاد في 1976 لكنهم غُلبوا بواسطة ساوثهامبتون. ووصلوا للنهائي مرة أخرى في 1977 وفازوا على ليفربول بنتيجة 2–1. أُقيل دوكيرتي بعدها بقليل، بسبب تورطه في علاقة غرامية مع زوجة المعالج الطبيعي.
صار ديف سيكستون مدرب للفريق في صيف 1977. وبالرغم من أن الفريق أجرى تعاقدات وصفقات كبيرة، مثل جو جوردان، غوردون مكوين، غاري بيلي وراي ويلكينز، إلا أن الفريق لم يحصل على نتائج ذات أهمية، حيث أنهم حققوا المركز الثاني في الدوري في موسم 1979–80 وخسروا أمام أرسنال في نهائي كأس الاتحاد 1979. أُقيل سكستون في 1981 وُوضع مكانه رون أتكينسون الذي مباشرةً كسر الرقم البريطاني لمبالغ الصفقات بتوقيعه مع براين روبسون الذي قدم من وست بروميتش ألبيون. فاز مانشستر يونايتد مع أتكسينسون كأس الاتحاد الإنجليزي مرتين في ثلاثة سنين، في 1983 و1985. وفي موسم 1985–86 بعد 13 فوز وتعادلين في أول 15 مباراة في الدوري، فضل النادي ليأخذ الدوري، لكنه أكمل الموسم في المركز الرابع. وفي الموسم الذي بعده، كان النادي متورط في خطر الهبوط في نوفمبر، لذا أُقيل أتكينسون.

### سنوات فيرغسون (1986–2013)

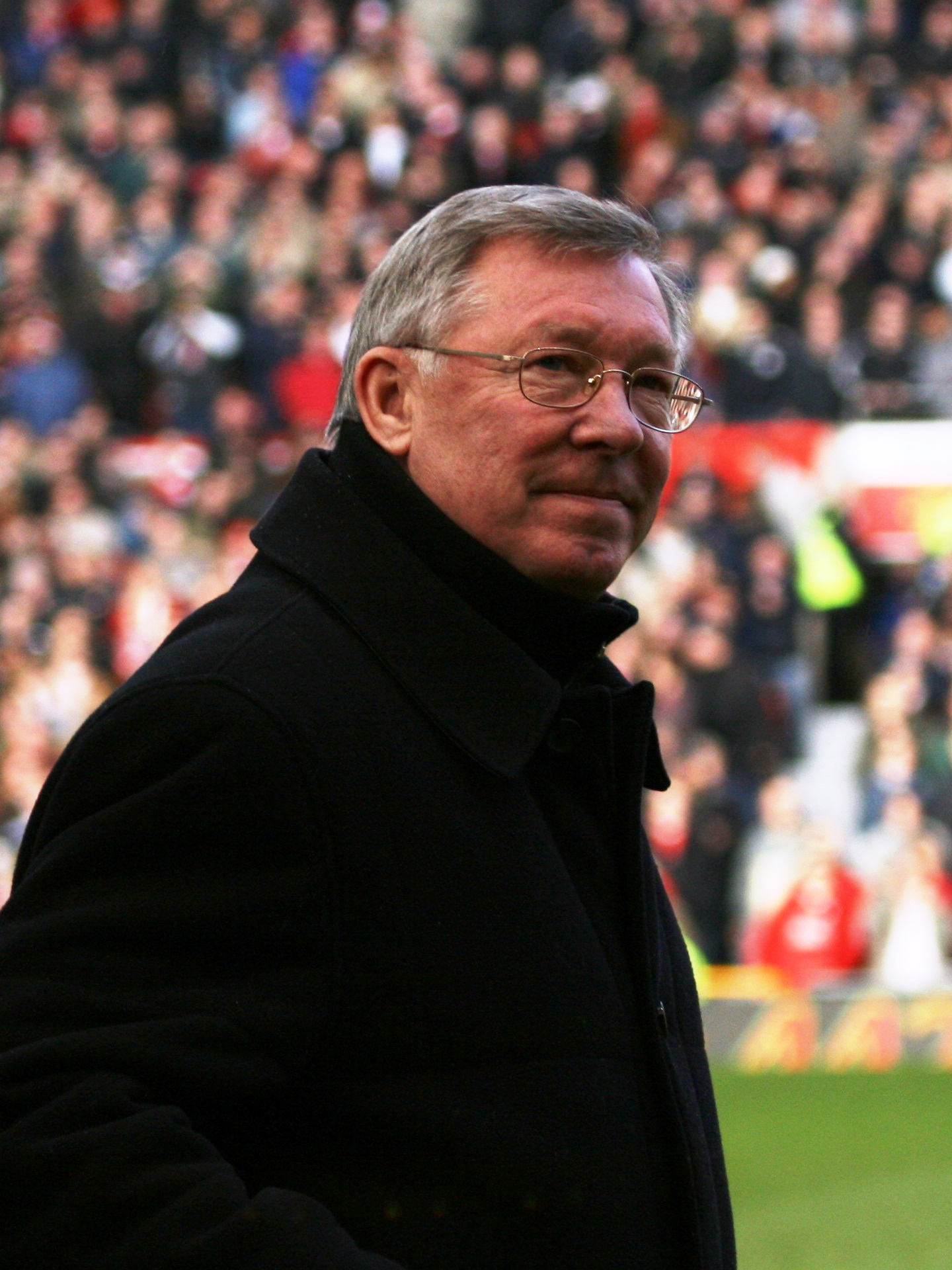
السير أليكس فيرغسون درب مانشستر يونايتد من 1986 إلى 2013

وصل أليكس فيرغسون ومساعده آرشي نوكس من أبردين في اليوم الذي أُقيل فيه أتكينسون، وقاد النادي ليكمل موسمه في المركز الإحدى عشرة في الدوري. وبالرغم من أنه أنهى موسم 1987–88 وصيفاً، إلا أنه في الموسم الذي بعده احتل المركز الحادي عشر مجدداً. وكان فيرغسون قريباً من الإقالة بحسب الإشاعات، لكن الفوز على كريستال بالاس في إعادة نهائي كأس الاتحاد 1990 (بعد تعادل 3–3) وتحقيق أول بطولة له، أنقذ مهنة فيرغسون كمدرب في مانشستر. فاز مانشستر في الموسم الذي بعده بكأس أبطال الكؤوس الأوروبية، وفاز بكأس السوبر الأوروبية بعد فوزه على النجم الأحمر بلغراد حامل لقب كأس أوروبا 1990–91 بنتيجة 1–0 في الأولد ترافورد. وصل النادي في 1992 إلى نهائي كأس رابطة الأندية الإنجليزية المحترفة للمرة الثانية على التوالي ليفوز على نوتينغهام فورست بنتيجة 1–0 في ملعب ويمبلي. في 1993 فاز مانشستر يونايتد بلقب الدوري للمرة الأولى منذ 1967، وفي الموسم الذي بعده وللمرة الأولى منذ 1957 فاز باللقب الثاني على التوالي، وقد فاز بهذا اللقب إلى جانب كأس الاتحاد، ليفوز النادي بأول ثنائية تاريخية في تاريخه.
في موسم 1998–99 صار مانشستر يونايتد أول نادي يحصل على كأس الاتحاد، ولقب الدوري، ولقب دوري الأبطال (الثلاثية) في نفس الموسم. وقد فازوا بدوري الأبطال في تلك السنة بصعوبة، حيث كانوا خاسرين بنتيجة 1–0 في النهائي، حتى دخلوا في الوقت البدل الضائع، ليسجل تيدي شيرنغهام وسولشار في هذا الوقت المتأخر، وحققوا انتصاراً دراماتيكياً على بايرن ميونخ، وتعد قلب النتيجة هذه من أفضل محاولات قلب نتيجة في التاريخ. فاز النادي أيضاً ببطولة كأس الإنتركونتيننتال بعد انتصاره بنتيجة 1–0 في مباراة أمام بالميراس في طوكيو. بعد ذلك، حصل فيرغسون على لقب السير ووسام الفروسية للخدمات التي قدمها لكرة القدم.
فاز مانشستر بلقب الدوري مرة أخرى في موسم 1999–2000 و2000–01. وأنهى الموسم الذي بعده في المركز الثالث، ليعود في 2002–03 ويفوز باللقب مرة أخرى. فاز بكأس الاتحاد في 2004 أمام ميلوول في ملعب الألفية في كارديف. فشل مانشستر يونايتد في موسم 2005–06 بالتأهل لمرحلة خروج المغلوب في دوري أبطال أوروبا لأول مرة منذ أكثر من عقد، لكنه عوض عن ذلك باحتلاله المركز الثاني في الدوري والفوز بكأس رابطة الأندية على ويغان أتلتيك. استرجع مانشستر لقب البريميرليغ في 2006–07 و2007–08 ليكمل الثنائية مع الفوز على تشيلسي بنتيجة 6–5 بالضربات الترجيحية بعد التعادل في الوقت الأصلي 1–1 بنهائي دوري أبطال أوروبا 2008 في ملعب لوجنيكي في موسكو. حطم ريان غيغز في هذه المباراة الرقم القياسي لعدد مرات الظهور في مانشستر وكان الرقم لبوبي تشارلتون، وقد حطمه بلعبه المباراة 759. فاز بعدها في ديسمبر 2008 بكأس العالم للأندية. بعدها في 2009 حققوا لقب كأس رابطة الأندية ولقب الدوري للمرة الثالثة على التوالي. في صيف 2009، بيع كريستيانو رونالدو بسعر قياسي في العالم وهو 80 مليون جنيهاً لريال مدريد. هزم مانشستر يونايتد أستون فيلا بنتيجة 2–1 في 2010 في ويمبلي ليأخذوا كأس رابطة الأندية، ونجحوا بتحقيق أول دفاع عن بطولة نظامها خروج المغلوب. بعد أن أنهى مانشستر في 2010 موسمه في الدوري وصيفاً لتشيلسي، فاز باللقب التاسع عشر في 2011 وحطم رقم نادي ليفربول القياسي في عدد مرات كسب لقب الدوري، وفاز به بتعادله مع بلاكبيرن روفرز 1–1 في 14 مايو 2011.
وبعد احتلاله المركز الثاني مجدداً في 2012 وراء مانشستر سيتي، استطاع مانشستر الفوز باللقب العشرين في موسم 2012–13، استطاعوا حسمه بالفوز على أستون فيلا بثلاثية نظيفة في 22 أبريل 2013.

### سنوات ما بعد فيرغسون (2013–الآن)

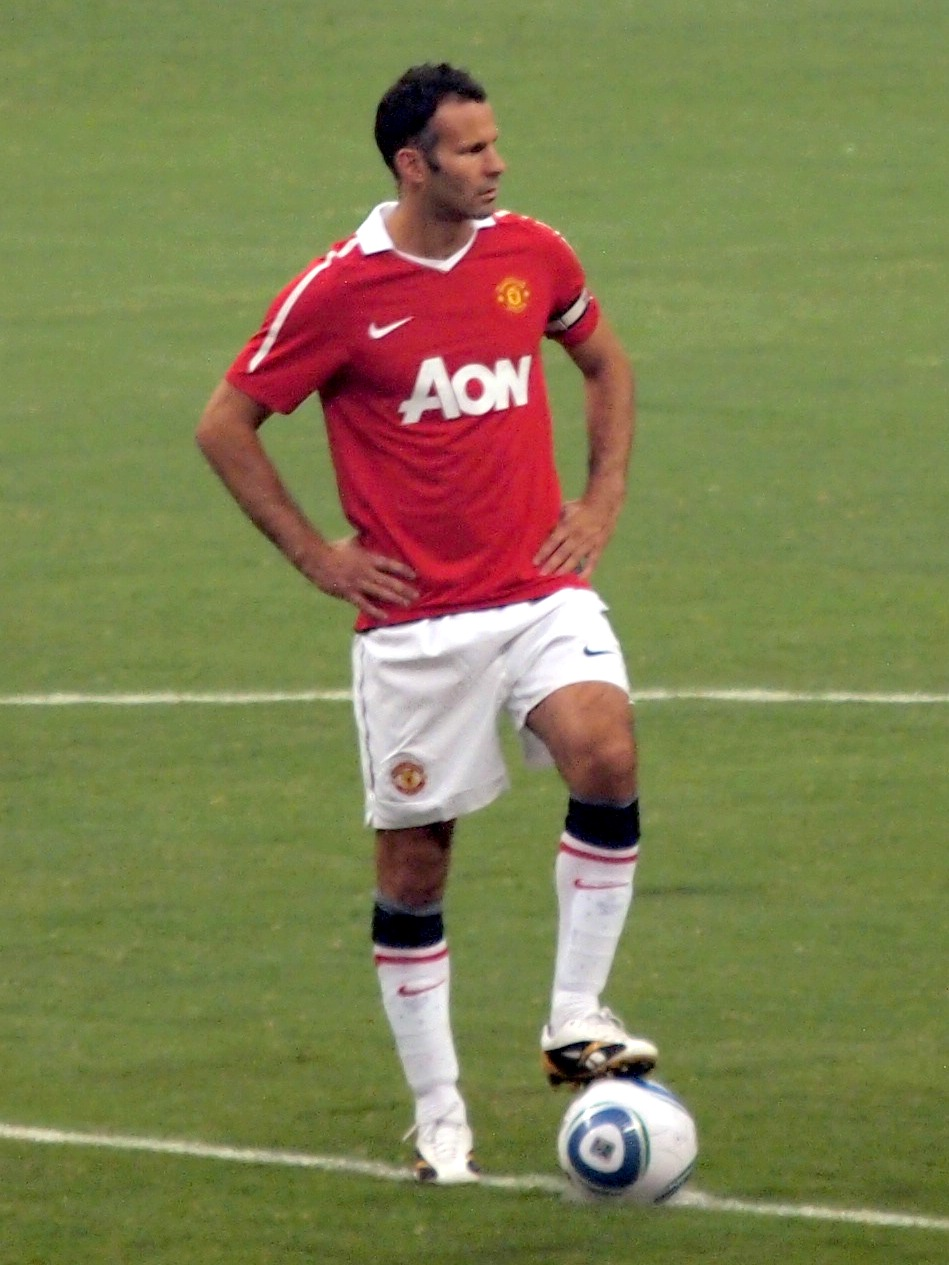
ريان غيغز الأكثر مشاركة مع نادي مانشستر يونايتد على مر التاريخ

أعلن السير فيرغسون في 8 مايو 2013 اعتزاله كمدرب في نهاية الموسم، لكنه سيبقى مديراً للنادي وسفيره. أعلن النادي في اليوم الذي يليه أن ديفيد مويس مدرب إيفرتون السابق سيخلف فيرغسون من 1 يوليو، وقد وقع عقداً التزم فيه بتدريب النادي لستة سنين. وعهد ديفيد مويس حتى الآن يعد الأسوأ في تاريخ اليونايتد في الأربعين سنة الأخيرة، وكانت بداية الموسم الأول له هي أسوأ بداية في تاريخ مانشستر يونايتد في الدوري. بعد سلسلة من النتائج المخيبة للآمال والخروج بموسم خالي الوفاض من أي بطولة «الدوري الإنجليزي؛ كأس إنجلترا؛ دوري أبطال أوروبا» وكذلك الوصول للمركز السابع في جدول الترتيب «الغير مؤهل لدوري الأبطال الموسم القادم». ثم قامت إدارة النادي بإعلان إقالة «ديفيد مويس» في 21 أبريل 2014 وتعيين اللاعب المخضرم «ريان غيغز» مديراً فنياً مؤقتاً لنهاية الموسم وبذلك أصبح ريان غيغز أول مدرب ولاعب ومساعد مدرب في موسم واحد في مانشستر يونايتد.
مباشرة وبعد بطولة كأس العالم 2014، أعلنت إدارة مانشستر يونايتد تعيين لويس فان خال لخلافة ديفيد مويس، وبعد ذلك تمت بعض الصفقات التي كان يحتاجها الفريق، خصوصاً بعد خيبات الموسم الماضي. فقام بانتداب كل من أنخيل دي ماريا وفالكاو وماركوس روخو ودالي بليند وأندير هيريرا ولوك شاو لكنه في موسمه الأول لم يحقق الطموح لادارة النادي ففشل في تحقيق أي بطولة عدا تأهله إلى دوري ابطال أوروبا، واستمر فشله في الموسم الثاني له مع النادي 2015–16 وخرج من دوري أبطال أوروبا والتحق بالدوري الأوروبي بكثالث مجموعته في دوري الأبطال لكنه خرج على يد غريمه نادي ليفربول وتأهل إلى نهائي كأس إنجلترا في مواجهة كريستال بالاس. أنهى لويس فان خال موسمه الثاني بالمركز الخامس والفشل في الوصول إلى دوري أبطال أوروبا ونجح في تحقيق أول بطولاته مع النادى بفوزه بكأس الاتحاد الإنجليزي بعد فوزه على كريستال بالاس 2–1 بهدف جيسي لينغارد في الوقت الإضافي، لكن هذا لم يكن كافيًا لاستمراره وتم إقالته بعدها بيومين واستبداله بتلميذه البرتغالي جوزيه مورينيو.
في صيف علم 2016 عُيِّنَ البرتغالي جوزيه مورينيو بمنصب المدير الفني وذلك خلفا للمقال لويس فان خال، وبعقد نافذ المفعول حتى العام 2020. بدأ مورينيو مشواره مع اليونايتد بإجراء بعض التغييرات ضم زلاتان إبراهيموفيتش مجانًا بعد انتهاء عقده مع ناديه السابق باريس سان جيرمان، ثم أقدم على جلب مدافع للفريق وهو اللاعب الايفواري إريك بايلي قادماً من صفوف فريق فياريال، ويتبعها التوقيع مع الدولي الارميني هنريخ مخيتاريان قادماً من نادي دورتموند. بينما المفاجأة الكبرى تمثلت بالتوقيع مع بول بوغبا مقابل 110 ملايين يورو قادماً من فريقه السابق يوفنتوس الإيطالي. لكنه في المقابل قد تخلى عن عدة لاعبين أمثال فيكتور فالديز في الانتقالات الصيفية، ومورغان شنيدرلين لصالح إيفرتون ثم أتبعه الدولي الألماني السابق باستيان شفاينشتايغر مغادرا النادي بعد موسم ونصف مع الفريق متجها نحو الدوري الأمريكي تحديدا مع نادي شيكاغو فاير وذلك في فترة الانتقالات الشتوية.
أنهى مانشستر يونايتد الموسم كسادس الدوري الإنجليزي الممتاز برصيد 69 نقطة. لكنه استطاع الوصول لدور ربع النهائي من مسابقة كأس الاتحاد الإنجليزي وخرج على يد نادي تشيلسي. واستطاع كذلك مورينيو الفوز بأول لقب له مع مانشستر عندما حقق لقب درع المجتمع الإنجليزي على حساب نادي ليستر سيتي بالفوز 2–1. ومن ثم فاز بلقب كأس رابطة الأندية الإنجليزية المحترفة بعدما تغلب على نادي ساوثهامبتون بنتيجة 3–2. على الرغم من الإخفاق المحلي بعدم التأهل لدوري أبطال أوروبا، استطاع مانشستر يونايتد تعريض هذا الإخفاق في مسابقة الدوري الأوروبي، بعدما حقق كأس البطولة في اللقاء النهائي الذي جرى بالعاصمة السويدية ستوكهولم، فقد فاز باللقب على حساب نادي أياكس أمستردام بنتيجة 0–2 سجلها كل من بوغبا وهنريخ مخيتاريان. بهذا الفوز تأهل مانشستر يونايتد رسمياً لمنافسات دوري أبطال أوروبا بطريقة غير مباشرة. ليحقق جوزيه مورينيو في موسمه الأول مع نادي مان يونايتد ثلاث كؤوس وهي درع المجتمع الإنجليزي والدوري الأوروبي وكأس رابطة الأندية الإنجليزية المحترفة.
في العام الثاني لجوزيه مورينيو كمدرب لفريق مانشستر يونايتد خرج من ربع نهائي كأس الرابطة على يد بريستول سيتي الذي يلعب في دوري الدرجة الأولى. أما في دوري أبطال أوروبا كانت مجموعة الفريق مكوّنة من بازل سيسكا موسكو وبنفيكا ونجح الفريق بإنهاء دور المجموعات متصدرًا.
تأهل الفريق إلى ثمن النهائي ولعب أمام نادي إشبيلية ولكن ودّع البطولة من هذا الدور بعد تعادله في الذهاب 0–0 على ملعب رامون سانشيز بيزخوان وخسارته 2–1 في الإياب على ملعب أولد ترافورد.
في كأس الاتحاد الإنجليزي نجح الفريق بالوصول إلى نهائي البطولة بعد تغلبه على توتنهام بهدفين لهدف.

## الشعار وزي النادي
شعار النادي مشتق من شعار مجلس مدينة مانشستر، وعلى الرغم من ذلك بقي الشعار الحالي كما هو وهو سفينة مبحرة بالكامل. الشيطان جاء من شعار النادي «الشياطين الحمر» حيث كان من برامج النادي في ستينات القرن الماضي، واندمج مع الشعار في 1970، بالرغم من أن الشعار لم يكن ظاهر على القميص حتى 1970 (إلا إذا لعبَ الفريق في نهائي كأس الاتحاد).
أُخذت صورة لنادي نيوتن هيث في 1892، ويُعتقد بأنها تُظهر اللاعبين لابسي قمصاناً باللون الأحمر والأبيض وسراويل زرقاء. لبس لاعبو النادي بين 1894 و1896 قمصاناً مميزة باللون الأخضر والذهبي، وقد استُبدلت في عام 1896 بقمصان بيضاء وسراويل زرقاء. بعد تغير اسم النادي في 1902، تغير طقم النادي بأكمله، حيث صاروا يلبسون قمصان حمراء، وسراويل بيضاء وجوارب سوداء، والذي صار زي النادي الأساسي. بعدها، أضيفت القليل من التغييرات لزي النادي حتى 1922، حتى اعتمد النادي القميص الأبيض المحاط حول عنقه حرف ڨي كبير، وهو مشابه للقميص الذي ارتدوه في نهائي كأس الاتحاد الإنجليزي 1909. وقد بقيت أجزاء من الزي الأساسي حتى 1927.

## الملعب
لعب نيوتن هيث في البداية في ملعب نورث رود بالقرب من سكة الحديد، وكانت الطاقة الاستيعابية للملعب 12,000 شخص، لكن إداريّ النادي اعتبروا أن مرافق الملعب غير ملائمة لنادي يأمل بالانضمام لدوري كرة القدم. جرت بعض التوسيعات في عام 1887، وفي عام 1892 استخدم نيوتن هيث الحد الأدنى من ادخاراته المالية ليجهز مدرجان يستوعب كلاً منهما 1000 شخص. بالرغم من أن الحضور لم يُسجل في العديد من المباريات المبكرة على ملعب نورث رود، إلا أنه أعلى حضور موثق كان تقريباً 15000 متفرج وذلك لمباراة في الدرجة الأولى ضد سندرلاند في 4 مارس 1893. هناك عدد حضور قريب من هذا العدد أيضاً قد سُجِّل لمباراة ودية ضد غورتون فيلا في 5 سبتمبر 1889.
بعد أن طُرد النادي من الملعب بواسطة مالكيه في يونيو 1893، شعر مديري النادي بأنه غير ملائم لنادي أن يأخذ رسوم دخول للملعب، اتخذ ألفريد ألبوت ملعب بانك ستريت في كلايتون أرضاً لفريقه. لم يكن للملعب مدرجات في البداية، لكن مع بداية موسم 1893–94 بُني مدرجان، الأول يتجاوز طوله الملعب ويقع على جهة واحدة من الملعب، والثاني خلف المرمى في «نهاية برادفورد». في النهاية المقابلة «نهاية كلايتون» من الملعب قد بني، وهكذا صارت الآلاف تتدفق للملعب. كانت أول مباراة لنيوتن هيث في البانك ستريت ضد نادي بيرنلي في 1 سبتمبر 1893، عندما شاهد 10000 شخص آلف فارمان وهو يسجل هاتريك، وهي أهداف نيوتن هيث الوحيدة في المباراة التي انتهت بفوزهم 3–2. المدرجات البقية تم العمل منها لمباراة الدوري القادمة بعد ثلاثة أسابيع ضد نوتينغهام فورست. اشترى النادي قبل زيارة مانشستر سيتي في أكتوبر 1893 مدرج تتحمل طاقته الاستيعابية 2000 شخص من نادي بروتون رينجيرز الذي يلعب في دوري الرغبي، ووضعوا مدرج آخر حتى صار الملعب يستوعب 12000 لمباراة مانشستر سيتي.
عندما أُغلق البانك ستريت مؤقتاً من قبل المحكمة، كان كابتن الفريق هاري ستافورد قد جمع مايكفي من المال ليدفع للمباراة التالية للنادي خارج أرضه ضد نادي بريستول سيتي، وقد وجد ملعباً مؤقتاً للمباراة التالية ضد باديهام. جاء بعدها رئيس النادي الجديد جون هنري ديفيز ودفع 500 جنيه لتشييد مدرج من 1000 كرسي، هكذا في هذه الأربع سنين تم تغطية جميع جوانب الملعب الأربعة الذي صار يستوعب 50000 متفرج، بعضهم يمكنهم المشاهدة العلوية فوق المدرج الرئيسي.

بعد أول لقب دوري في 1908 وأول لقب كأس اتحاد إنجليزي في السنة التي بعدها، قُرر أن البانك ستريت مقيد لطموح ديفس. في فبراير 1909، قبل ست أسابيع من لقب أول كأس اتحاد، اعتبر الأولد ترافورد الملعب الأساسي للنادي بعد شراء أرض بحوالي 60000 جنيه. أُعطي المهندس المعماري أرشيبالد ليتش ميزانية تتكون من 30000 جنيه للبناء. الخطط الأصلية كانت جعل الملعب يستوعب 100000 كرسي، بالرغم من أن الميزانية تُتيح جعل الطاقة الاستيعابية 77000 كرسي. وقد شُيد الملعب بواسطة السيدان براملد وسميث. كان أكبر حضور جماهيري للملعب قد سُجل في 25 مارس 1939 وكانت مباراة بين وولفرهامبتون واندررز وغريمسبي تاون في نصف نهائي كأس الاتحاد الإنجليزي، والتي جذبت 76962 متفرج.

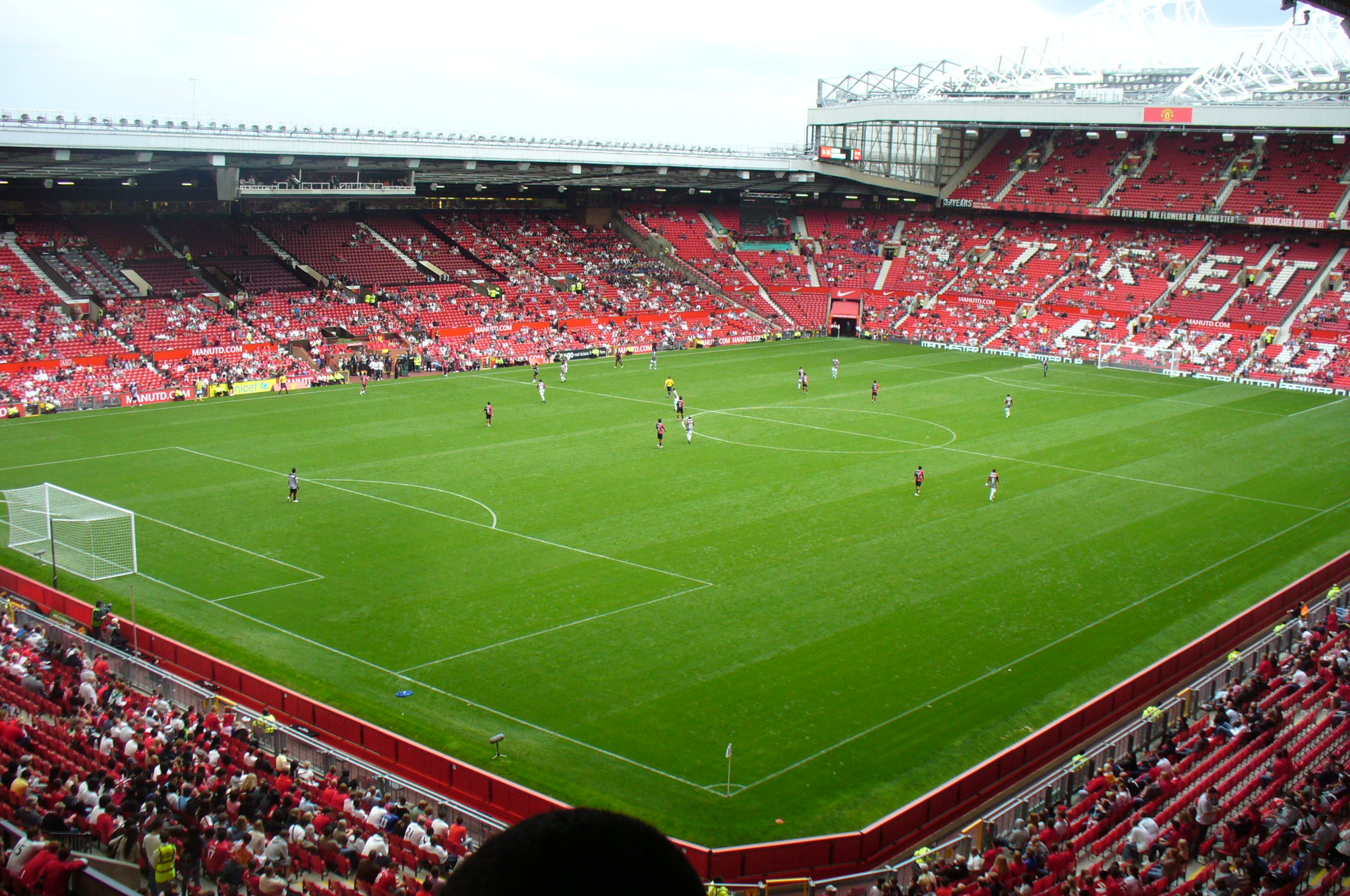
ملعب أولد ترافورد الشهير بـ"مسرح الأحلام" معقل النادي

أُلقيت بعض القنابل على الملعب في الحرب العالمية الثانية وأتلفت أجزاءً عدة، مثل النفق الرئيسي في المدرج الجنوبي. تسلم النادي تعويضات بعد الحرب، من لجنة أضرار الحرب مايساوي 22،278 جنيهاً. وبينما تُجرى عمليات الترميم في الملعب، لعب النادي المباريات التي من المفترض أن تجرى في أرضه في ماين رود ملعب مانشستر سيتي. أجر مانشستر يونايتد هذا الملعب بسعر 5000 جنيهاً كل سنة زائد نسبة مئوية من أرباح البوابة. أُضيفت تحسينات أخرى للملعب مثل إضافة الأسطح لنهاية سترتفورد والمدرجان الشرقي والشمالي. الأسطح منعت العديد من الجماهير من الرؤية، واستبدلت بالكابول. نهاية سترتفورد كانت آخر مدرج يستقبل الكابول، حيث تم الانتهاء من وضعه في موسم 1993–94. وهناك أربعة كشافات بطول 55 متر ينير كل منهم 54 إنارة فردية، وقد تم استخدامها لأول مرة في 25 مارس 1957 بتكلفة 40000 جنيهاً. تم إزالة هذه الكشافات في 1987، واستبدلت بنظام إنارة مدمج في كل سطح كل مدرج، وقد بقي هذا النظام إلى اليوم.
كان تقرير تايلور مطلوباً لتخفيف مقاعد الملعب إلى 44،000 مقعد في الأولد ترافورد. تم تحديث المدرج الشمالي في عام 1995 وإضافة 3 صفوف جديدة لتزداد الطاقة الاستيعابية للاستاد ل55,000 تقريباً. في نهاية موسم 1998–99 أضيفت صفوف أخرى لتزداد الطاقة الاستيعابية لحوالي 67،000، وما بين مايو 2005 ويوليو 2006 أضيفت 8000 مقعد في الربع الدائري الشمالي الشرقي والربع الشمالي الغربي. في 26 مارس 2006 كان الحضور لأحد المباريات 69،070 شخص، وهو رقم قياسي في البريميرليغ. كان هذا الرقم يصعد باستمرار حتى وصل القمة في 31 مارس 2007، عندما شاهد 76،098 متفرج مانشستر يونايتد وهو يهزم بلاكبيرن روفرز بنتيجة 4–1، حيث أن هناك 114 مقعد فقط لم تستخدم (أي بنسبة 0.15 من إجمالي الطاقة الاستيعابية 76،212). في 2009 تم ترتيب المقاعد من جديد، ونتج عن هذا نقص الطاقة ل255 شخص ووصلت الطاقة ل75،957 شخص. يملك مانشستر يونايتد أعلى معدل حضور جماهيري في أوروبا خلف بوروسيا دورتموند.

## المشجعون

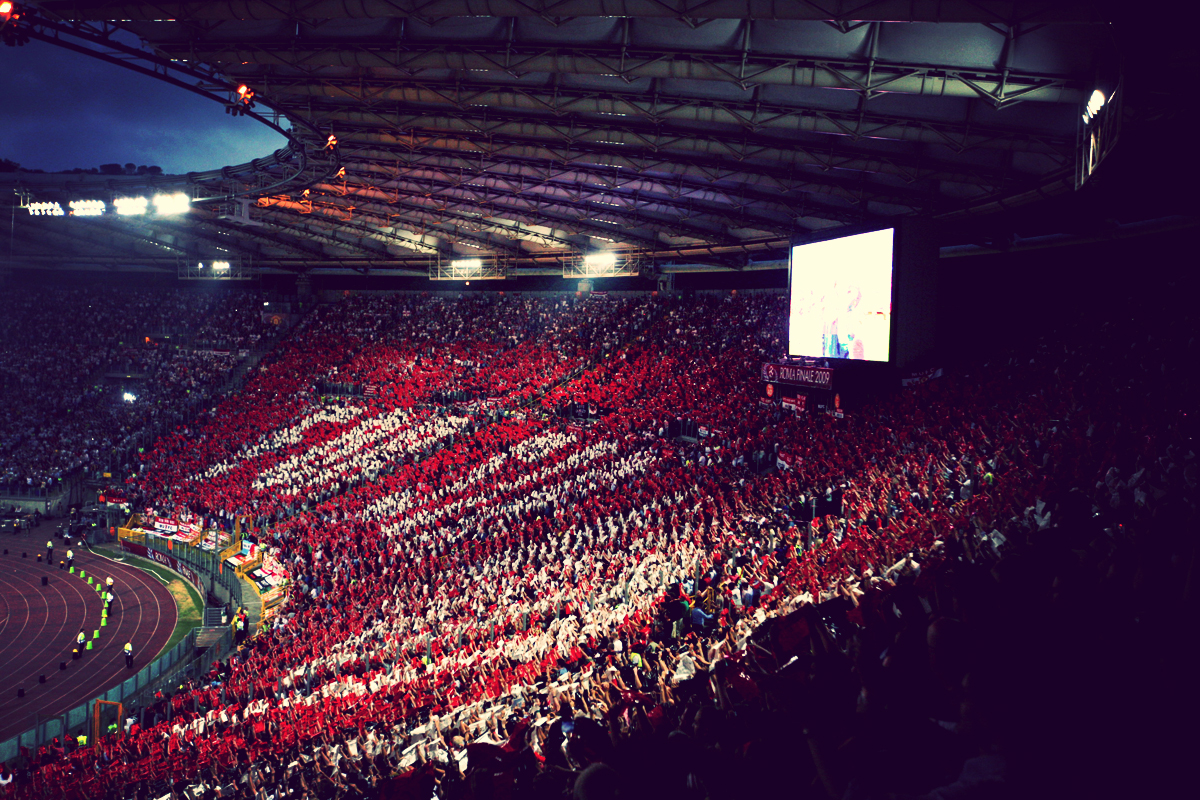
مشجعو مانشستر يونايتد

يُعد نادي مانشستر يونايتد من نوادي كرة القدم الأكثر شعبية في العالم، ويملك معدل من أعلى المعدلات للحضور الجماهيري في العالم. وينص النادي على أن قواعد جماهيره حول العالم تشمل أكثر من 200 فرع رسمي معترف به لمشجعين نادي مانشستر يونايتد (MUSC) في 24 دولة على الأقل. ويستفيد النادي من هذا التشجيع من خلال رحلات الصيف حول العالم. شركة المحاسبة والصناعات الرياضية ديلويت يقدر خبراؤها، بأن مانشستر يونايتد لديه 75 مليون مشجع حول العالم، بينما هناك تقديرات أخرى تقول بأن مانشستر لديه 333 مليون مشجع حول العالم.
يمثل مشجعين مانشستر يونايتد هيئتان مستقلتان وهما: اتحاد مشجعين مانشستر يونايتد المستقل (IMUSA)، الذي يحافظ على الروابط للنادي من خلال اجتماعات جماهير مانشستر يونايتد، ومشجعين مانشستر يونايتد الموثوقين (MUST). بعد أن ملكت عائلة جليزر النادي في 2005 قامت مجموعة من الجماهير بتشكيل نادي فرعي وهو اتحاد مانشستر لكرة القدم. الجهة الغربية من الأولد ترافورد -نهاية سترتفورد- هي المقر الرئيسي لمعظم المشجعين الهاتفين تشجيعاً للنادي.

## المنافسات
مانشستر يونايتد لديه منافسات مع أرسنال، وليفربول، وليدز يونايتد ومانشستر سيتي الذي يتنافس معه في ديربي مانشستر. المنافسة بين مانشستر وليفربول متعلقة بتنافس المدينتين أثناء الثورة الصناعية، حيث مانشستر كانت مشهورة بالصناعات النسيجية بينما ليفربول كانت ميناء ضخم. مانشستر وليفربول أيضاً هما أنجح فريقان في إنجلترا، وفي فترات عدة من التاريخ تقاتلا على لقب الدوري الإنجليزي (أحدثها في موسم 2008-09). مبارياتهما عادةً تُعتبر من قبل لاعبينهما ومشجعينهما أهم مباراة في الموسم.
«منافسة الوردتين» مع ليدز يونايتد تأتي من حرب الوردتين بين أسرة لانكاستر وأسرة يورك، حيث تمثل مانشستر يوركشاير وتمثل ليدز يونايتد لانكشاير. المنافسة مع نادي أرسنال تكونت من المرات العديدة التي تنافس فيها الفريقان، وأيضاً من تنافس المدربان السير أليكس فيرغسون وأرسين فينغر شخصياً على الدوري الإنجليزي. ومجموع ألقاب الدوري لديهما 33 لقب (مانشستر 20 لقب وأرسنال 13) هذه الثوابت عرفت كأفضل مباريات الدوري في التاريخ.

### ديربي مانشستر

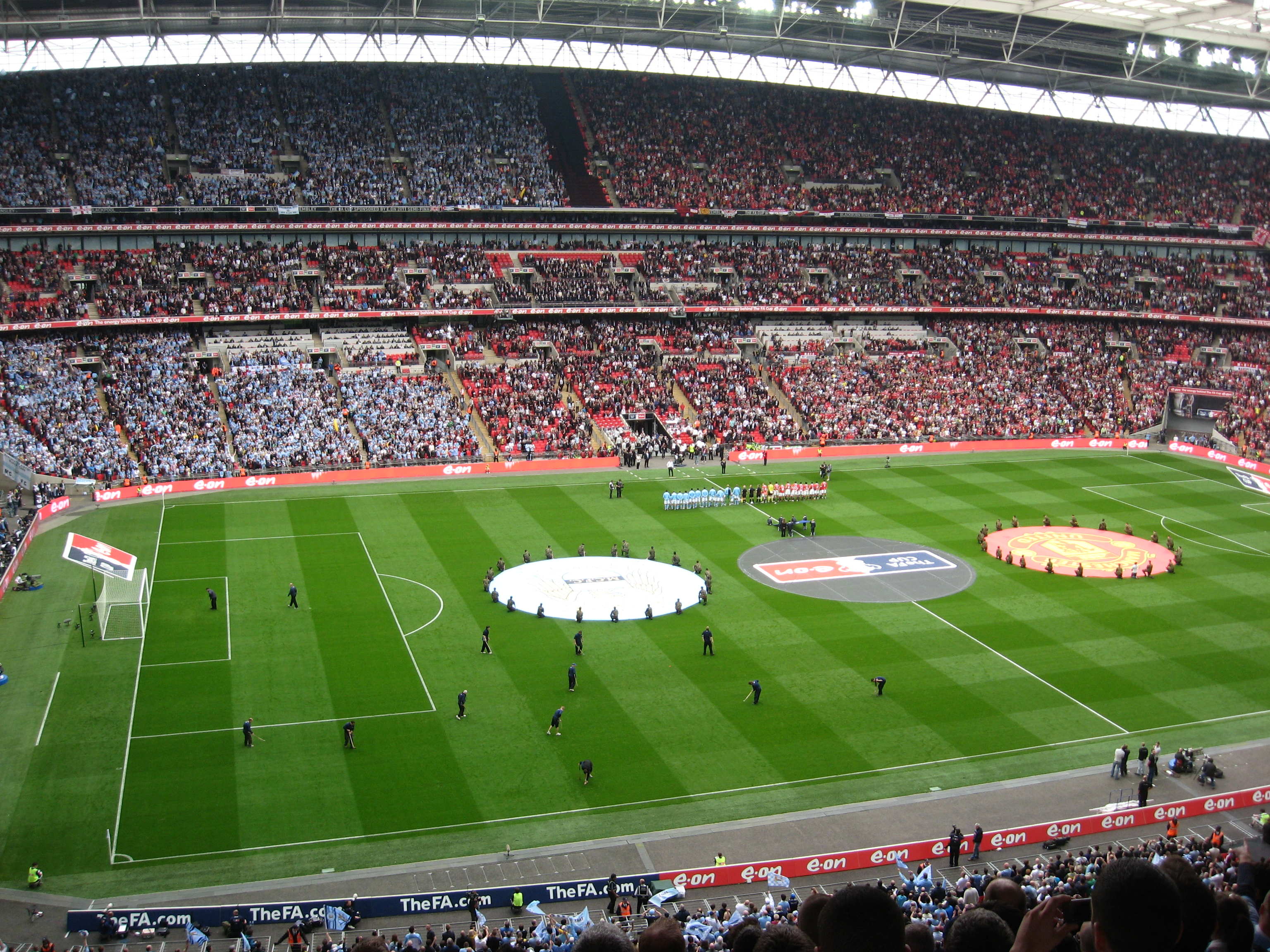
جانب من مباراة الديربي على ملعب ويمبلي.

ديربي مانشستر (بالإنجليزية: Manchester derby) هو اسم يطلق على أي مباراة كرة قدم بين فريقي مدينة مانشستر الإنجليزية، مانشستر يونايتد وغريمه مانشستر سيتي. يُلعب الديربي منذ 1881 عندما تقابلا لأول مرة في 12 نوفمبر 1881، وكان الفوز من نصيب مانشستر يونايتد بنتيجة 3-0. تأسس نادي مانشستر يونايتد في عام 1878 تحت اسم نادي نيوتن هيث ومن ثم تغير اسمه ليصبح مانشستر يونايتد، ويلعب مبارياته على ملعب أولد ترافورد منذ عام 1910. بينما تأسس نادي مانشستر سيتي في عام 1880 تحت اسم نادي سينت ماركس ومن ثم تغير ليصبح نادي أدرويك في عام 1887 ومن ثم أصبح مانشستر سيتي في عام 1894، ويلعب مبارياته على ملعب مدينة مانشستر منذ عام 2003.
فكان أول لقاء بينهما باسمهما القديم في 12 نوفمبر 1881، عندما تقابل نيوتن هيث (مانشستر يونايتد حالياً) مع نادي سينت ماركس (مانشستر سيتي حالياً) وانتهى اللقاء بفوز نيوتن هيث بثلاثية نظيفة. اللقاء الأول الذي جمع بينهما في منافسات الدوري، وكان ضمن دوري الدرجة الثانية، كان في 3 نوفمبر 1894، في ملعب هايد رود عندما تغلب نيوتن هيث على نادي مانشستر سيتي بنتيجة 5-2. بينما أول لقاء بينهما في دوري الدرجة الأولى كان في 1 ديسمبر 1906 وانتهى بفوز مانشستر سيتي بثلاثية نظيفة، ووصلت إيرادات تلك المباراة إلى 1,000 جنيه استيرليني وهو مبلغ كبير في ذلك الوقت.
قبل الحرب العالمية الثانية، كان الكثير من مشجعي كرة القدم في المدينة يشاهدون أحد الناديين في أسبوع ثم يشاهدون النادي الآخر في الأسبوع التالي، لكن بعد الحرب ظهر مشجعين لكل فريق ولم يعد أمرًا مشاعا تشجيع الناديين كما كان عليه الحال في السابق.
آخر تحديث لنتائج المواجهات كان في 6 أبريل 2025.
|                          | المواجهات | الفوز  | الفوز   | التعادل | الأهداف | الأهداف |
| يونايتد                  | المواجهات | السيتي | يونايتد | التعادل | السيتي  |         |
| ------------------------ | --------- | ------ | ------- | ------- | ------- | ------- |
| الدوري الإنجليزي الممتاز | 164       | 64     | 48      | 53      | 201     | 200     |
| كأس الاتحاد الإنجليزي    | 9         | 6      | 3       | 0       | 18      | 12      |
| كأس الرابطة المحترفة     | 8         | 3      | 4       | 1       | 9       | 13      |
| درع المجتمع              | 2         | 2      | 0       | 0       | 4       | 2       |
| جميع المباريات           | 182       | 75     | 55      | 53      | 232     | 227     |

### ديربي الشمال الغربي

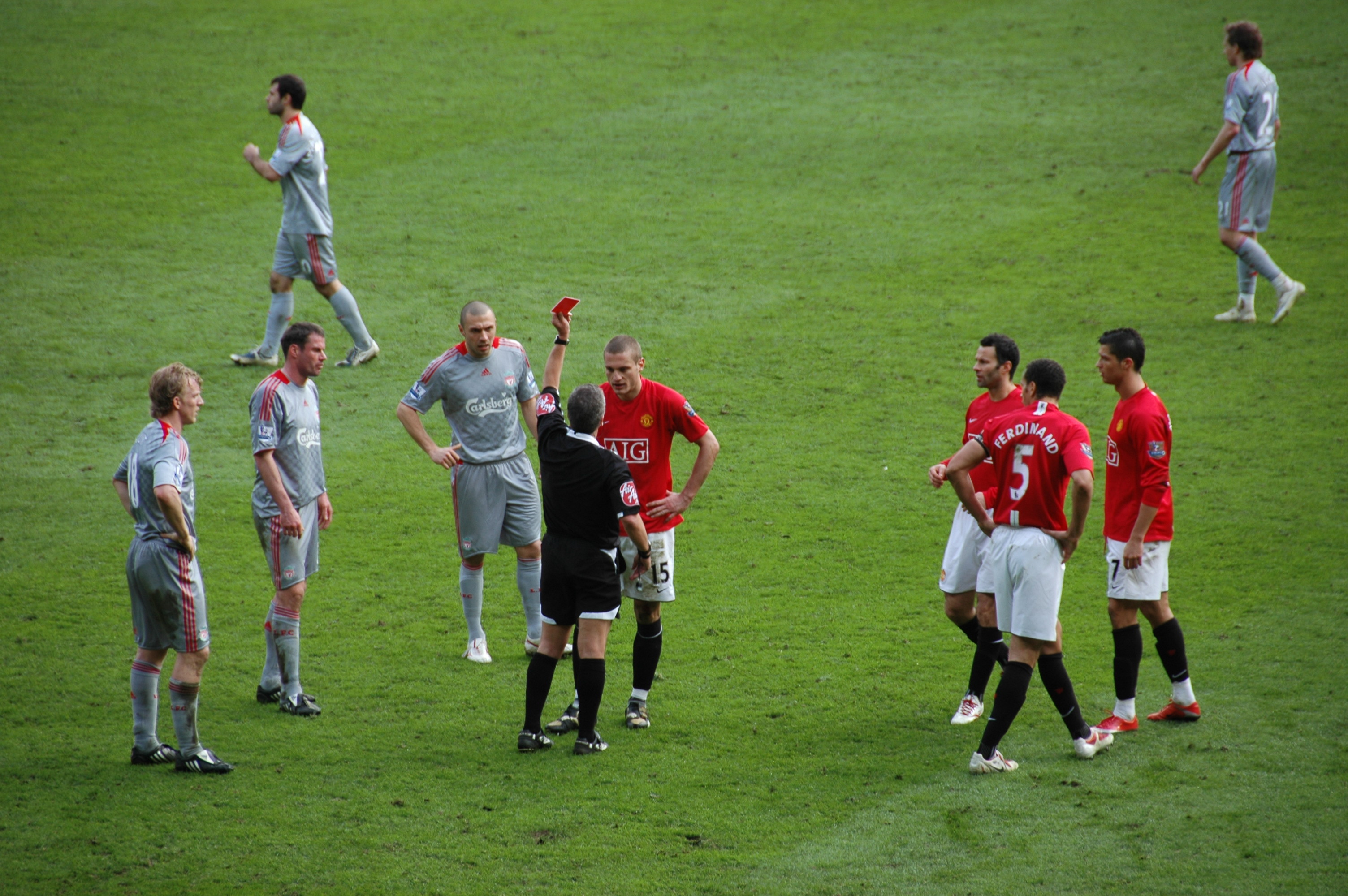
نيمانيا فيديتش يُطرد في مباراة بين ليفربول ومانشستر يونايتد، 14 مارس 2009

المنافسة بين ليفربول ومانشستر يونايتد والتي تعرف باسم دربي الشمال الغربي (بالإنجليزية: North West derby) هي إحدى أهم المنافسات الرياضية في كرة القدم الإنجليزية، بين أكثر ناديي تحقيقاً للألقاب وهما نادي ليفربول ونادي مانشستر يونايتد. حيث حقق مانشستر يونايتد 66 بطولة، بينما حقق ليفربول 62 بطولة. قيل عنها أنها «المباراة الأكثر شهرة في كرة القدم الإنجليزية». وهذه المنافسة هي أحد أفضل الدربيات في إنجلترا.
يرجع جذور الصراع بين الفريقين، إلى صراع بين المدينتين ليفربول ومانشستر في القرن التاسع عشر. في ذلك الوقت كانت مدينة ليفربول مزدهرة بسبب ميناءها البحري الشهير، في المقابل فإن جارتها مدينة مانشستر التي لا تبعد أكثر من 30 ميلاً عن مدينة ليفربول كانت تزدهر فيها الصناعة. عندها قرر أهالي مدينة مانشستر أن يشقوا قناة مائية لرسوا السفن التجارية عوضاً عن الذهاب لميناء ليفربول. وافتتحت قناة مانشستر الملاحية عام 1894، وبدأت السفن التجارية ترسوا فيها مما سبب خسائر اقتصادية فادحة لمدينة ليفربول وارتفع معدلي الفقر والبطالة في المدينة مما أثار حنق وغضب أهالي ليفربول.
زادت حدة تلك المنافسة في الستينات، بعد أن أصبح مانشستر يونايتد أول فريق إنجليزي يفوز بكأس أوروبا عام 1968، نادي ليفربول رد على ذاك الإنجاز بفوزه بأربع بطولات أوروبية في السبعينات والثمانينات. محلياً، كان نادي ليفربول أفضل الأندية الإنجليزية تحقيقاً للألقاب المحلية، لكن بعدما حقق لقبه الأخير في بطولة الدوري الإنجليزي عام 1990، بعدها بدأ مانشستر يونايتد بشغل مكان ليفربول كأفضل نادي محلي وبدأ بالسيطرة على الكرة الإنجليزية في التسعينات وأصبح أنحج الأندية الإنجليزية على المستوى المحلي. آخر لاعب ينتقل بين الفريقين هو فيل تشيسنال، الذي انتقل من ليفربول إلى مانشستر يونايتد في 1964.
| المسابقات              | فوز مانشستر يونايتد | التعادل | فوز ليفربول |
| ---------------------- | ------------------- | ------- | ----------- |
| الدوري                 | 69                  | 53      | 62          |
| كأس الاتحاد الإنجليزي  | 11                  | 4       | 4           |
| كأس الرابطة الإنجليزية | 2                   | 0       | 3           |
| الدوري الأوروبي        | 0                   | 1       | 1           |
| الدرع الخيرية          | 1                   | 3       | 1           |
| المباراة الفاصلة       | 0                   | 0       | 1           |
| المجموع                | 83                  | 61      | 72          |

- أخر تحديث لنتائج المواجهات كان في 5 يناير 2025.[19]

## الماركة العالمية

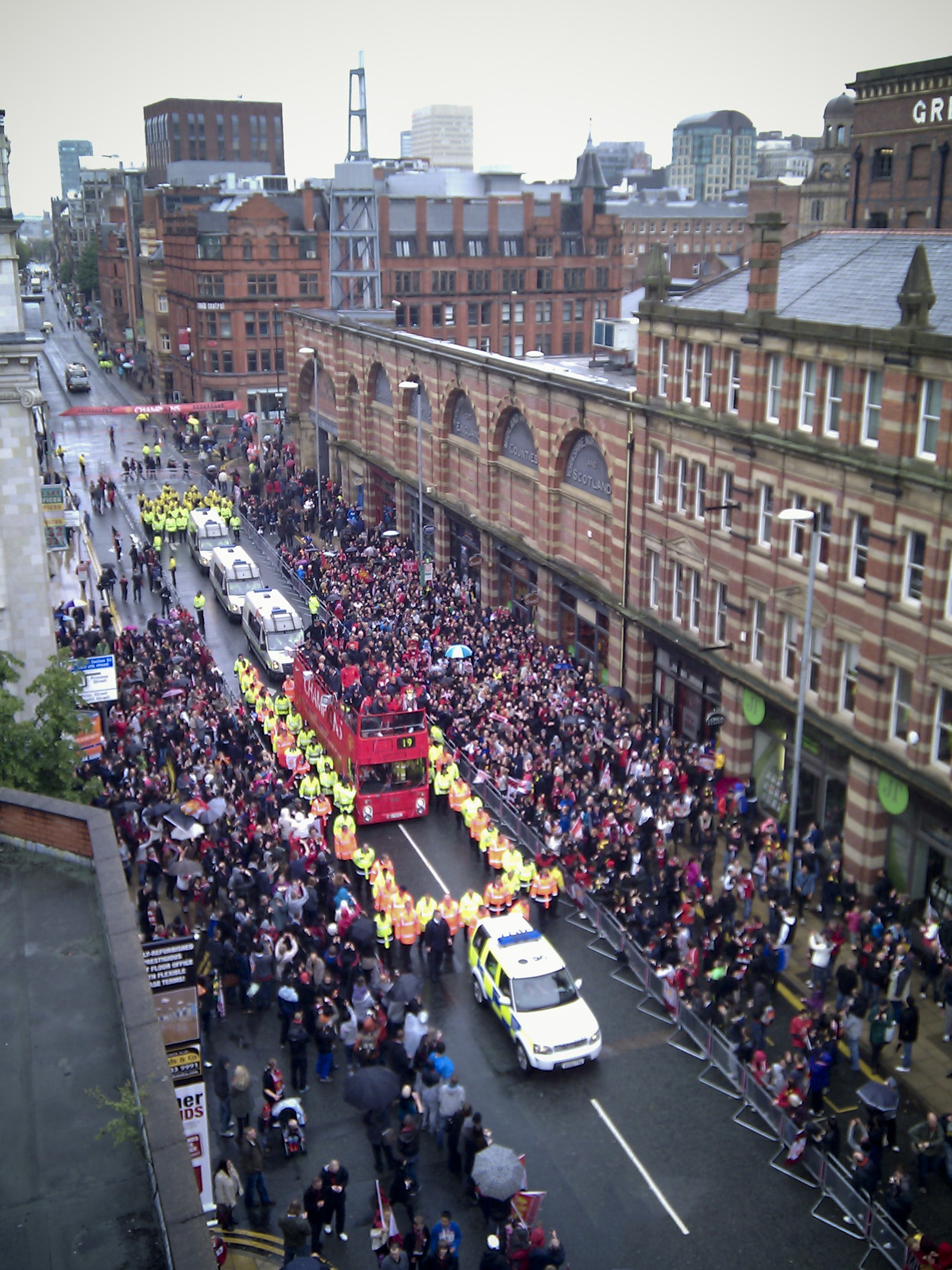
صورة لفريق نادي مانشستر يونايتد لكرة القدم أثناء سيرهم بالحافلة المكشوفة عبر وسط مدينة مانشستر في 30 مايو 2011

صارت شركة شارب أول راعي لقميص النادي، بعقد بدائي لخمس سنوات بقيمة 500,000 جنيهاً، في بداية موسم 1982–83. وهي بمثابة علاقة بين الشركة والنادي استمرت حتى 1999–2000، عندما وافقت فودافون برعاية القميص لأربع سنوات بعقد بلغ 30 مليون جنيه. وافقت فودافون على دفع 36 مليون جنيهاً لأربع سنوات، لكنها أثارت بفك العقد بتركيزها على رعاية القميص في دوري الأبطال. وافقت شركة التأمين الأمريكية المجموعة الدولية الأمريكية في بداية موسم 2006–07 على عقد 56.5 مليون جنيهاً، حيث صار في سبتمبر 2006 أعلى صفقة من صفقات الرعاية في العالم. وفي بداية موسم 2010–11 شركة التأمين أي أو إن صارت الراعي الرسمي لأربع سنوات في صفقة تُقدر بـ80 مليون جنيهاً، والتي صارت أكثر صفقة رعاية مربحة في تاريخ كرة القدم. أعلن مانشستر يونايتد عن أول راعي لطقم التدريب للنادي في أغسطس 2011، حيث أن دي إتش إل وافقت على صفقة تبلغ قيمتها 40 مليون جنيهاً لأربع سنين، ويُعتقد بأن هذه أول صفقة رعاية طقم التدريب في تاريخ كرة القدم الإنجليزية. شركة أمبرو هي أول شركة تصنع طقم مانشستر يونايتد، وبقيت إلى 1975 حيث أن أدميرال وافقت على صنع الطقم لخمس سنوات وأصبح الراعي في موسم 2014–15 هي شيفروليه، وأصبحت تيم فيوار هي الراعي الرسمي لقميص الفريق بداية من موسم 2021–22 ولمدة خمسة سنوات في صفقة تقدر قيمتها ب47 مليون جنيه إسترليني في الموسم الواحد

## تشكيلة الفريق

### التشكيلة الحالية

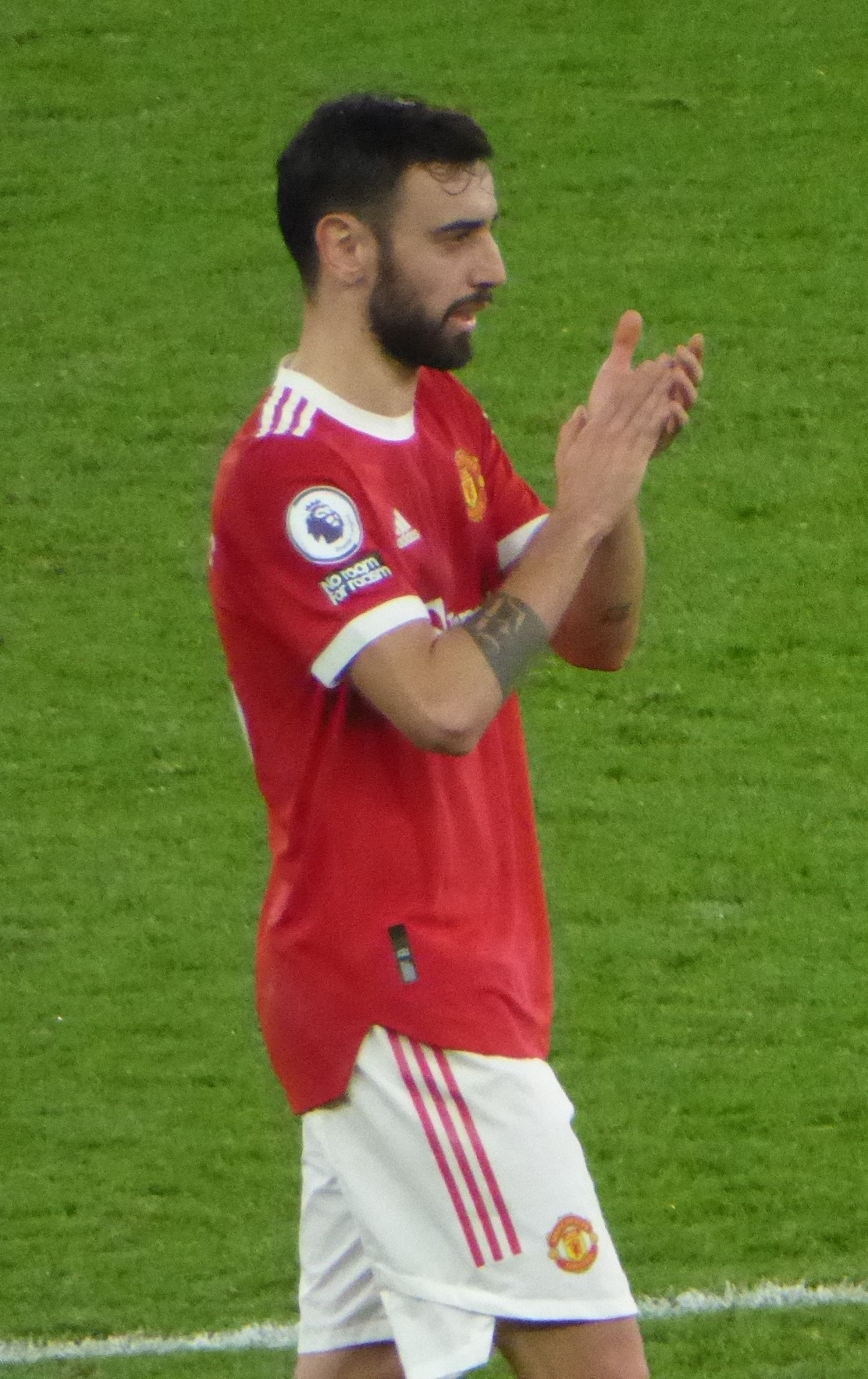
برونو فيرنانديز قائد الفريق

آخر تحديث 9 أغسطس 2025.
ملاحظة: تشير الأعلام إلى المنتخب بحسب قواعد الأهلية المعتمدة من قبل الفيفا؛ تنطبق بعض الاستثناءات المحدودة. وقد يحمل اللاعبون أكثر من جنسية لا تعترف بها الفيفا.
| الرقم | البلد     | المركز | اللاعب            |
| ----- | --------- | ------ | ----------------- |
| 1     | تركيا     | حارس   | ألتاي بايندير     |
| 2     | البرتغال  | مدافع  | ديوغو دالوت       |
| 3     | المغرب    | مدافع  | نصير مزراوي       |
| 4     | هولندا    | مدافع  | ماتيس دي ليخت     |
| 5     | إنجلترا   | مدافع  | هاري ماغواير      |
| 6     | الأرجنتين | مدافع  | ليساندرو مارتينيز |
| 7     | إنجلترا   | وسط    | ماسون ماونت       |
| 8     | البرتغال  | وسط    | برونو فيرنانديز   |
| 9     | الدنمارك  | مهاجم  | راسموس هويلوند    |
| 10    | البرازيل  | مهاجم  | ماتيوس كونيا      |
| 11    | هولندا    | مهاجم  | جوشوا زيركزي      |
| 12    | هولندا    | مدافع  | تايرل مالاتسيا    |
| 13    | الدنمارك  | مدافع  | باتريك دورغو      |

| الرقم | البلد      | المركز | اللاعب             |
| ----- | ---------- | ------ | ------------------ |
| 15    | فرنسا      | مدافع  | ليني يورو          |
| 16    | ساحل العاج | وسط    | أماد ديالو         |
| 17    | الأرجنتين  | مهاجم  | أليخاندرو غارناتشو |
| 18    | البرازيل   | وسط    | كاسيميرو           |
| 19    | الكاميرون  | مهاجم  | بريان مبويمو       |
| 21    | البرازيل   | مدافع  | أنتوني             |
| 22    | إنجلترا    | حارس   | توم هيتون          |
| 23    | إنجلترا    | مدافع  | لوك شاو            |
| 24    | الكاميرون  | حارس   | أندريه أونانا      |
| 25    | الأوروغواي | وسط    | مانويل أوجارت      |
| 26    | إنجلترا    | مدافع  | آيدن هيفن          |
| 30    | سلوفينيا   | مهاجم  | بينجامين سيسكو     |
| 32    | الدنمارك   | مهاجم  | تشيدوزي أوبي       |
| 33    | إنجلترا    | مدافع  | تايلر فريدريكسون   |
| 35    | باراغواي   | مدافع  | ديوغو ليون         |
| 36    | إنجلترا    | مهاجم  | إيثان ويتلي        |
| 37    | إنجلترا    | وسط    | كوبي ماينو         |
| 41    | إنجلترا    | مدافع  | هاري أماس          |
| 43    | إنجلترا    | وسط    | توبي كولير         |
| —     | إنجلترا    | مهاجم  | جيدون سانشو        |

### اللاعبون المُعارون
- تنتهي إعارة جميع اللاعبين في 30 يونيو 2026.[23]

ملاحظة: تشير الأعلام إلى المنتخب بحسب قواعد الأهلية المعتمدة من قبل الفيفا؛ تنطبق بعض الاستثناءات المحدودة. وقد يحمل اللاعبون أكثر من جنسية لا تعترف بها الفيفا.
| الرقم | البلد   | المركز | اللاعب                            |
| ----- | ------- | ------ | --------------------------------- |
| 36    | إنجلترا |        | إيثان ويتلي (إلي نورثامبتون تامن) |
| 44    | إنجلترا | وسط    | دانيال غور (إلي روذرهام يونايتد)  |
|       |         |        |                                   |

| الرقم | البلد   | المركز | اللاعب                            |
| ----- | ------- | ------ | --------------------------------- |
|       |         |        |                                   |
|       |         |        |                                   |
| 10    | إنجلترا | مهاجم  | ماركوس راشفورد (إلي نادي برشلونة) |

## إنجازات وألقاب النادي
كأن أول كأس يفوز به مانشستر يونايتد هو كأس مانشستر عندما كان اسمه نيوتن هيث سكة حديد لانكشاير ويوركشاير في 1886. وأول لقب دوري يحرزه النادي كان في 1908، وأول لقب كأس اتحاد في السنة التي بعدها. كانت تسعينات القرن الماضي هي أكثر السنوات التي أحرز فيها النادي ألقاباً وكؤوساً بخمسة ألقاب دوري، وأربعة كؤوس اتحاد، ولقب واحد من كأس رابطة الأندية الإنجليزية المحترفة، وخمسة ألقاب من درع المجتمع الإنجليزي (واحد مشترك بين الكأس والدوري)، وكأس دوري أبطال أوروبا واحد، ولقب واحد من كأس الكؤوس الأوروبية وكأس سوبر أوروبي واحد، وأخيراً كأس الإنتركونتيننتال.
يحمل مانشستر يونايتد حالياً رقماً قياسياً لعدد ألقاب الدوري الذي حصدها وهو 20 لقباً، وفاز ب لقب كأس الاتحاد الإنجليزي 13 مرة ويعتبر مانشستر يونايتد ثاني أكثر الاندية فوزا بالبطولة بعد نادي أرسنال الذي توج باللقب 14 مرة، وعدد مرات الظهور في نهائي كأس الاتحاد الإنجليزي وهو 22. ويحمل مانشستر يونايتد رقماً قياسياً لعدد ألقاب الدوري الإنجليزي الممتاز (البريمير ليغ) وهو 13 لقب، وهو أول نادي إنجليزي يحصد لقب دوري أبطال أوروبا في 1968. وأحدث لقب محلي يملكه النادي حالياً هو الدوري الإنجليزي الممتاز 2012–13. وحقق لقب الدوري الأوروبي موسم 2016–2017 بعدما تغلب على أياكس أمستردام الهولندي في النهائي 2–0، وكان هذا اخر لقب ينقصه ليحقق كل البطولات المحلية والدولية الممكنة، محققاً نفس إنجاز بايرن ميونخ الألماني، يوفنتوس الإيطالي، وأياكس أمستردام الهولندي.
 محلياً
- دوري الدرجة الأولى الإنجليزي/الدوري الإنجليزي الممتاز (20 مرة - رقم قياسي):[24] 1907–08، 1910–11، 1951–52، 1955–56، 1956–57، 1964–65، 1966–67، 1992–93، 1993–94، 1995–96، 1996–97، 1998–99، 1999–2000، 2000–01، 2002–03، 2006–07، 2007–08، 2008–09، 2010–11، 2012–13.
- درع المجتمع الإنجليزي (21 مرة - رقم قياسي):[25] 1908، 1911، 1952، 1956، 1957، 1965*، 1967*، 1977*، 1983، 1990*، 1993، 1994، 1996، 1997، 2003، 2007، 2008، 2010، 2011، 2013*، 2016
- كأس الاتحاد الإنجليزي (13 مرة): 1908–09، 1947–48، 1962–63، 1976–77، 1982–83، 1984–85، 1989–90، 1993–94، 1995–96، 1998–99، 2003–04، 2015-16، 2023–24
- كأس رابطة الأندية الإنجليزية المحترفة (كارلنغ كاب) (6 مرات): 1991–92، 2005–06، 2008–09، 2009–10، 2016–17، 2022–23
- الدوري الإنجليزي الدرجة الثانية (مرتين):[24] 1935–36، 1974–75.

 أوروبياً
- دوري أبطال أوروبا (3 مرات): 1967–68, 1998–99، 2007–08.
- كأس الكؤوس الأوروبية (مرة): 1990–91.
- كأس السوبر الأوروبي (مرة): 1991.
- كأس الإنتركونتيننتال (مرة): 1999.
- كأس العالم للأندية (مرة): 2008.
- الدوري الأوروبي (مرة): 2016-17.

## مدربو مانشستر يونايتد
| المدرب                       | الجنسية         | منذ            | إلى            | لعب   | فاز   | تعادل | خسارة | سجل فريقه | استقبل فريقه | نسبة الفوز% | الألقاب | الملاحظات         |
| ---------------------------- | --------------- | -------------- | -------------- | ----- | ----- | ----- | ----- | --------- | ------------ | ----------- | --- | ----------------- |
| ألفريد ألبوت                 | إنجلترا         | 1892           | 1900           | (n/a) | (n/a) | (n/a) | (n/a) | (n/a)     | (n/a)        | (n/a)       | | [ nb 2 ] [ nb 3 ] |
| جايمس ويست                   | إنجلترا         | 1900           | سبتمبر 1903    | 113   | 46    | 20    | 47    | 159       | 147          | 040٫71      | | [ nb 2 ] [ 26 ]   |
| إرنست مانغنال                | إنجلترا         | 10 أكتوبر 1903 | 9 سبتمبر 1912  | 373   | 202   | 76    | 95    | 700       | 476          | 054٫16      | 2 دوري كرة القدم الإنجليزي 1 كأس الاتحاد الإنجليزي 2 درع الاتحاد الإنجليزي | [ nb 2 ] [ 27 ]   |
| توماس والوورث                | إنجلترا         | 9 سبتمبر 1912  | 20 أكتوبر 1912 | 6     | 3     | 2     | 1     | 11        | 7            | 050٫00      | | [ nb 4 ]          |
| جون بنتلي                    | إنجلترا         | 28 أكتوبر 1912 | 28 ديسمبر 1914 | 82    | 36    | 16    | 30    | 127       | 110          | 043٫90      | | [ nb 2 ] [ 28 ]   |
| جاك روبسون                   | إنجلترا         | 28 ديسمبر 1914 | 31 أكتوبر 1921 | 139   | 41    | 42    | 56    | 183       | 207          | 029٫50      | | [ 29 ]            |
| جون تشابمان                  | إسكتلندا        | 31 أكتوبر 1921 | 8 أكتوبر 1926  | 221   | 86    | 58    | 77    | 287       | 274          | 038٫91      | | [ 30 ]            |
| لال هيلديتشp                 | إنجلترا         | 8 أكتوبر 1926  | 13 أبريل 1927  | 33    | 10    | 10    | 13    | 38        | 47           | 030٫30      | | [ 31 ]            |
| هيربرت باملت                 | إنجلترا         | 13 أبريل 1927  | 9 نوفمبر 1931  | 183   | 57    | 42    | 84    | 280       | 374          | 031٫15      | | [ 32 ]            |
| والتر كريكمان                | إنجلترا         | 9 نوفمبر 1931  | 13 يوليو 1932  | 43    | 17    | 8     | 18    | 72        | 76           | 039٫53      | | [ 33 ]            |
| سكوت دنكان                   | إسكتلندا        | 13 يوليو 1932  | 7 نوفمبر 1937  | 235   | 92    | 53    | 90    | 371       | 362          | 039٫15      | 1 دوري الدرجة الثانية | [ 34 ]            |
| والتر كريكمان                | إنجلترا         | 9 نوفمبر 1937  | 15 فبراير 1945 | 76    | 30    | 24    | 22    | 131       | 112          | 039٫47      | | [ 33 ]            |
| مات بسبي                     | إسكتلندا        | 1 أكتوبر 1945  | 4 يونيو 1969   | 1٬120 | 565   | 263   | 292   | 2٬286     | 1٬536        | 050٫45      | 5 دوري كرة القدم الإنجليزي 2 كأس الاتحاد الإنجليزي 5 درع المجتمع الإنجليزي (2 بالمشاركة) 1 دوري أبطال أوروبا | [ 35 ]            |
| جيمي ميرفي (مدرب مؤقت)       | ويلز            | فبراير 1958    | يونيو 1958     | 22    | 5     | 7     | 10    | 27        | 42           | 022٫73      | | [ nb 5 ] [ 36 ]   |
| ويلف ماكغوينس                | إنجلترا         | 4 يونيو 1969   | 29 ديسمبر 1970 | 87    | 32    | 32    | 23    | 127       | 111          | 036٫78      | | [ 37 ]            |
| مات بسبي                     | إسكتلندا        | 29 ديسمبر 1970 | 8 يونيو 1971   | 21    | 11    | 3     | 7     | 38        | 30           | 052٫38      | | [ 35 ]            |
| فرانك أوفاريل                | جمهورية أيرلندا | 8 يونيو 1971   | 19 ديسمبر 1972 | 81    | 30    | 24    | 27    | 115       | 111          | 037٫04      | | [ 38 ]            |
| تومي دوكيرتي                 | إسكتلندا        | 22 ديسمبر 1972 | 4 يوليو 1977   | 228   | 107   | 56    | 65    | 333       | 252          | 046٫93      | 1 كأس الاتحاد الإنجليزي 1 دوري الدرجة الثانية | [ 39 ]            |
| ديف سيكستون                  | إنجلترا         | 14 يوليو 1977  | 30 أبريل 1981  | 201   | 81    | 64    | 56    | 290       | 240          | 040٫30      | 1 درع المجتمع الإنجليزي (بالمشاركة) | [ 40 ]            |
| رون أتكينسون                 | إنجلترا         | 9 يونيو 1981   | 6 نوفمبر 1986  | 292   | 146   | 79    | 67    | 461       | 266          | 050٫00      | 2 كأس الاتحاد الإنجليزي 1 درع المجتمع الإنجليزي | [ 41 ]            |
| أليكس فيرغسون                | إسكتلندا        | 6 نوفمبر 1986  | 19 مايو 2013   | 1٬500 | 895   | 338   | 267   | 2٬769     | 1٬365        | 059٫67      | 13 الدوري الإنجليزي الممتاز 5 كأس الاتحاد الإنجليزي 4 كأس رابطة الأندية الإنجليزية المحترفة 10 درع المجتمع الإنجليزي (1 بالمشاركة) 2 دوري أبطال أوروبا 1 كأس الكؤوس الأوروبية 1 كأس السوبر الأوروبي 1 كأس الإنتركونتيننتال 1 كأس العالم للأندية | [ 42 ]            |
| ديفيد مويس                   | إسكتلندا        | 1 يوليو 2013   | 22 أبريل 2014  | 51    | 27    | 9     | 15    | 86        | 54           | 052٫94      | 1 درع المجتمع الإنجليزي | [ 43 ]            |
| ريان غيغز (مدرب مؤقت)        | ويلز            | 22 أبريل 2014  | 11 مايو 2014   | 4     | 2     | 1     | 1     | 8         | 3            | 050٫00      | | [ 44 ]            |
| لويس فان خال                 | هولندا          | 16 يوليو 2014  | 23 مايو 2016   | 103   | 54    | 25    | 24    | 158       | 98           | 052٫43      | 1 كأس الاتحاد الإنجليزي | [ 45 ]            |
| جوزيه مورينيو                | البرتغال        | 27 مايو 2016   | 18 ديسمبر 2018 | 144   | 84    | 32    | 28    | 244       | 121          | 058٫33      | 1 الدوري الأوروبي 1 كأس رابطة الأندية الإنجليزية المحترفة 1 درع المجتمع الإنجليزي | [ 46 ]            |
| أوله غونار سولشار            | النرويج         | 19 ديسمبر 2018 | 21 نوفمبر 2021 | 168   | 91    | 37    | 40    | 323       | 165          | 054٫17      | | [ 47 ]            |
| مايكل كاريك (مدرب مؤقت)      | إنجلترا         | 21 نوفمبر 2021 | 2 ديسمبر 2021  | 3     | 2     | 1     | 0     | 6         | 3            | 066٫67      | | [ 48 ]            |
| رالف رانغنيك                 | ألمانيا         | 3 ديسمبر 2021  | 22 مايو 2022   | 29    | 11    | 10    | 8     | 37        | 37           | 037٫93      | | [ 49 ]            |
| إيرك تين هاغ                 | هولندا          | 23 مايو 2022   | 28 أكتوبر 2024 | 128   | 70    | 23    | 35    | 217       | 165          | 054٫69      | 1 كأس الاتحاد الإنجليزي 1 كأس الرابطة | [ 50 ]            |
| رود فان نيستلروي (مدرب مؤقت) | هولندا          | 28 أكتوبر 2024 | 10 نوفمبر 2024 | 4     | 3     | 1     | 0     | 11        | 3            | 075٫00      | |                   |
| روبين أموريم                 | البرتغال        | 11 نوفمبر 2024 | حتى الآن       | 38    | 15    | 10    | 13    | 65        | 58           | 039٫47      | |                   |

## الملاحظات
1. ↑  Win% is تقريب (رياضيات) to نظام عد عشري
2. 1 2 3 4  Secretary of the committee that chose the team
3. ↑  Information regarding A. H. Albut's managerial record is unavailable due to his exact date of appointment being unknown.
4. ↑  كان والوورث مجرد سكرتير بالنيابة للنادي، وبالتالي، فهو غير مدرج في أي قوائم رسمية لمدربي النادي.
5. ↑  تم تعيين مورفي كمدرب مؤقت للنادي بينما كان بسبي في المستشفى يتعافى من كارثة ميونخ الجوية.
6. ↑  فاز فيرغسون بخمسة من دروع المجتمع بينما كانت المنافسة لا تزال تُعرف باسم الدرع الخيرية.

## روابط خارجية
- الموقع الرسمي
- مانشستر يونايتد على موقع كوورة